# 威娃

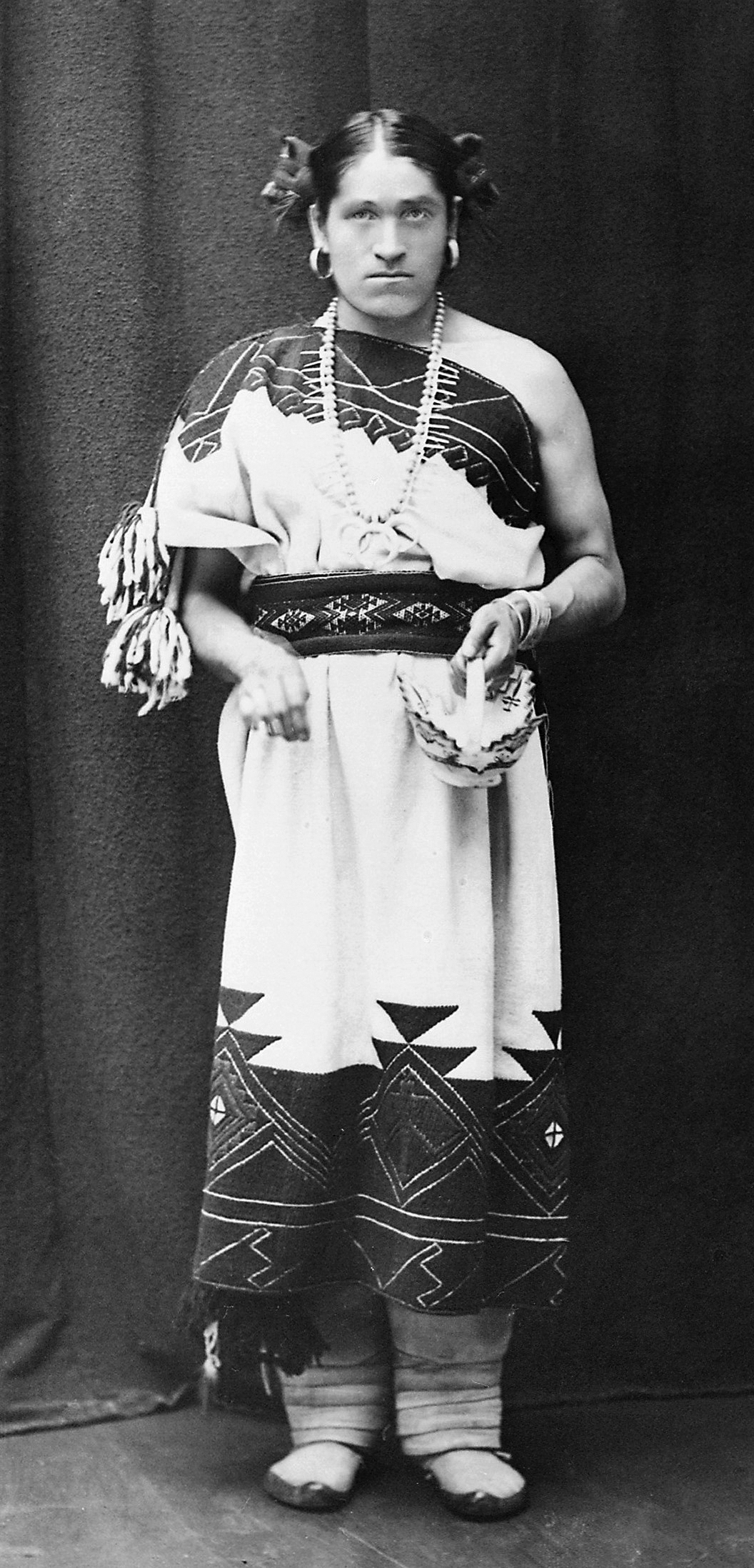
他的全身像，攝於約1886年。

We'wha（多種祖尼語羅馬化拼寫之一，1849年—1896年）是出身新墨西哥州的祖尼族人，他是一位著名的纖維藝術家和陶藝家。作為有記錄以來最著名的 Lhamana（傳統祖尼文化中從事女性事務的生理男性），他曾擔任美洲原住民，尤其是祖尼人的文化推廣者，為許多外來移民、教師、士兵、傳教士和人類學家擔任聯絡者和教育者。1886年，他是祖尼代表團訪問華盛頓特區的成員；在那次訪問期間，他會見了格羅弗·克利夫蘭總統。
他與人類學家瑪蒂爾達·考克斯·史蒂文森 (Matilda Coxe Stevenson) 的友誼將導致大量關於祖尼的材料得以出版。史蒂文森寫下了她對他的觀察，在不同的時間點使用男性和女性代詞，寫道：“她在履行女性職責的同時履行男性宗教和司法職能，照料衣物和花園”，“他是鎮上最聰明的人。堅強的性格使他在與他交往的男人和女人之間成為法律。雖然男人和女人都害怕他的憤怒，但所有孩子都愛他，對他們來說他一直很善良。” 在不同場合中，他有時扮演祖尼文化中的男性相關角色，並穿著對應服裝，有時扮演與女性相關的角色。他的親友使用男性和女性代詞來指稱他。

### 书目
- Roscoe, Will. . Albuquerque: University of New Mexico Press. 1991. ISBN 978-0-585-28264-0. OCLC 45732770 –Internet Archive.
- Stevenson, Matilda Coxe. . Washington, DC: U.S. Bureau of Amererican Ethno. 1904. OCLC 1085605041 –Internet Archive. One was the most intelligent person in the pueblo. ... Though his wrath was dreaded by men as well as women, he was loved by all children, to whom he was ever kind. Reprinted in 2010: ISBN 9781177757584